# Maurice Wiles
Maurice Frank Wiles (Kent, 17 ottobre 1923 – 3 giugno 2005) è stato un presbitero e teologo britannico, ordinato sacerdote nella Chiesa anglicana.
Per ventuno anni, dal 1970 al 1991, è stato professore di teologia all'Università di Oxford nella cattedra istituita dal re Enrico VIII nel XV secolo.

## Biografia
Maurice Wiles era il figlio di sir Harold Herbert Wiles, vice segretario del ministero del Lavoro e del servizio nazionale. Sposò Patricia Wiles che gli diede il figlio sir Andrew Wiles, il Regius Professor di matematica dell'Università di Oxford che avrebbe poi dimostrato l'ultimo teorema di Fermat.
Si formò alla scuola indipendente privata di Tonbridge, nel Kent, fondata nel XVI secolo e membro del sistema di dodici istituti propedeutici all'immatricolazione all'Eton College. Dopo aver lavorato a Bletchley Park durante la seconda guerra mondiale, proseguì gli studi al Christ's College e alla Ridley Hall di Cambridge.
Dal 1955 al 1959 fu docente di Studi Neotestamentari all'Università di Ibadan, in Nigeria. Tornò quindi nuovamente a Cambridge come decano del Clare College e lettore universitario di dottrina paleocristiana.

Inoltre, è stato il curatore principale dei volumi da 34 a 38 della collana Studia Patristica, la pubblicazione ufficiale della Conferenza internazionale di Oxford sugli studi patristici.
Esperto di patristica e dell'età moderna, Maurice Wiles ha rivolto i suoi interessi di ricerca nell'ambito dello sviluppo storico e teologico della dottrina e delle questioni connesse ai domini dell'ortodossia e dell'eresia. Il volume The Making of Christian Doctrine è stata un'analisi critica delle origini della dottrina cristiana tesa a testare la robustezza dei primi assiomi dottrinali in presenza di una traslazione di qualche tipo del perimetro dei loro fondamenti concettuali.
Vari scritti si sono focalizzati sull'eretico Ario e sull'influsso storico dell'arianesimo e dell'eresia archetipica nel corso dei secoli.

## God's Action in the World
Il libro intitolato God's Action in the World prende in esame la compatibilità fra la dottrina cristiana e le leggi della natura creata da Dio e note al'uomo, in particolare per quanto riguarda la possibilità e realtà storica dei miracoli. Wiles assume un punto di vista negazionista, secondo il quale non è data l'opera di Dio nel mondo e in particolare la causazione divina e soprannaturale dei miracoli.
Wiles crede nell'esistenza di Dio e nella creazione divina dell'universo, ma esclude che Dio si sia manifestato o abbia causato qualche effetto nell'ordine naturale in un tempo successivo all'unico e ultimo atto perfetto della Creazione:
(Maurice Wiles, God's Action in the World,1986)
L'intervento di Dio nel mondo sarebbe un venir meno alla perfezione somma della Sua opera creatrice iniziale. L'intervento miracolistico, in violazione delle leggi imposte dal Creatore stesso alla Sua opera, sarebbe un indicatore della mutevolezza di una volontà in sé immutabile e non sarebbe proprio di un Dio inteso come Sommo Bene (omnibenevolent) che fin dall'inizio avrebbe privato la creatura umana della massima manifestazione possibile del suo amore, conservandola per un tempo successivo.
 
La sua opera non sarebbe in particolare logica e ragionevolmente coerente con l'asserita "banalità" dei miracoli comunemente noti ai cristiani e con i casi di grazia negata da Dio che non hanno storicamente impedito forme ben più gravi e mortali del paradosso della sofferenza del giusto:
(Maurice Wiles, God's Action in the World,1986)
Wiles concluse che o Dio agisce arbitrariamente (e quindi non è degno di adorazione) oppure che non interviene affatto. L'inesistenza di miracoli causati da Dio, secondo Wiles, non sarebbe in contraddizione con la verità di fede cristiana e la preghiera stessa, pur rivolta a Dio Padre o ai Suoi santi, non dovrebbe essere intesa come causa di un'azione diretta e personale di Dio, ma come un cammino per i singoli o per gruppi divoranti di conoscere e adeguarsi in anima e corpo alla volontà di Dio:
(Maurice Wiles, God's Action in the World,1986)
Allo stesso modo, i miracoli della Bibbia non devono essere negati, ma in via prioritaria interpretati come racconti di valore simbolico aventi lo scopo di educare le persone alla conoscenza in Dio e alla fede nel cristianesimo.
Tendenzialmente, viene quindi negata la storicità della Sacra Scrittura nelle parti che con fatti soprannaturali, razionalmente inspiegabili in termini di catene causali e non riproducibili agli uomini privi dei carisma dello Spirito Santo manifesterebbero la costante signoria del Padre Dio sul creato e la divinità di Gesù Cristo.
In particolare, negando il ripetersi di miracoli da parte di Dio nell'ordine naturale, la concezione dell'assoluta trascendenza di Dio rispetto alla creazione porta a negare anche il dogma dell'In persona Christi, della transustanziazione eucaristica e della conseguente presenza reale di Gesù nell'ostia consacrata. Ciò è coerente con il deposito della fede anglicana, della quale Wiles era ministro ordinato.